# Dongpo
Dongpo är ett stadsdistrikt och säte för stadsfullmäktige i Meishan i Sichuan-provinsen i sydvästra Kina.